# Рідала (волость)
Рі́дала (ест. Ridala vald) — волость в Естонії, адміністративна одиниця повіту Ляенемаа.

## Географічні дані
Площа волості — 253,4 км2, чисельність населення на 1 січня 2017 року становила 3264 особи.

## Населені пункти
Адміністративний центр — селище Ууемийза (Uuemõisa alevik).
На території волості також розташовані:
селище Паралепа (Paralepa alevik): та 56 сіл (ест. küla):
Аамсе (Aamse), Алліка (Allika), Аммута (Ammuta), Валґевялья (Valgevälja), Варні (Varni), Винну (Võnnu), Вілкла (Vilkla), Вяйке-Аглі (Väike-Ahli), Вятсе (Vätse), Гаеска (Haeska), Гер'ява (Herjava), Гобулайу (Hobulaiu), Еммувере (Emmuvere), Ер'я (Erja), Еспре (Espre), Йиидре (Jõõdre), Кабраметса (Kabrametsa), Кадака (Kadaka), Каевере (Kaevere), Ківікюла (Kiviküla), Кійдева (Kiideva), Кілтсі (Kiltsi), Когері (Koheri), Койду (Koidu), Коліла (Kolila), Колу (Kolu), Кяпла (Käpla), Лагева (Laheva), Ланнусте (Lannuste), Либе (Lõbe), Лійвакюла (Liivaküla), Літу (Litu), Метсакюла (Metsaküla), Мяґарі (Mägari), Мяекюла (Mäeküla), Нимме (Nõmme), Панґа (Panga), Паріла (Parila), Пиґарі-Сассі (Põgari-Sassi), Пуйату (Puiatu), Пуйзе (Puise), Пуску (Pusku), Рогенсе (Rohense), Рогукюла (Rohuküla), Румму (Rummu), Сааніка (Saanika), Саарду (Saardu), Сепакюла (Sepaküla), Сіналепа (Sinalepa), Сууре-Аглі (Suure-Ahli), Тамміку (Tammiku), Танска (Tanska), Тууру (Tuuru), Унесте (Uneste), Ууемийза (Uuemõisa), Юссе (Üsse).